# Rhabdops olivaceus
Rhabdops olivaceus là một loài rắn trong họ Rắn nước. Loài này được Beddome mô tả khoa học đầu tiên năm 1863.